# 臺灣死刑存廢問題
如同其他國家一般，由於當代對人權和實效的重視，在中華民國，剝奪生命權的合理性受部分人士爭議，因此死刑存廢在中華民國成為有爭議的公共政策。在臺灣對於中華民國死刑制度及死刑存廢問題的事件與討論，始於陳水扁政府時期，時任中華民國法務部部長陳定南於2001年公開宣誓要推動廢除死刑。而後法務部也於2002年公布有關廢除死刑政策說帖，宣示漸進廢除死刑，以廢除絕對死刑、減少死刑判決等政策逐步廢除死刑。2005年12月26日，時任法務部部長施茂林下令在於高雄第二監獄槍決林盟凱、林信宏，此後他便拒絕簽署死刑執行令，到2008卸任為止沒有任何死刑犯伏法，在其任內留下29名死刑犯。中國國民黨2008年重新執政後，法務部部長王清峰主張廢除死刑，並公開表示「任內絕對不會批准死刑」，也不簽署執行已死刑定讞的44名死刑犯的處決。引發輿論爭議以及對死刑存廢的討論，後因此於2010年3月11日晚間被迫辭職。繼任部長曾勇夫於2010年4月30日重啟死刑執行。
2024年1月17日，憲法法庭公告受理王信福聲請之死刑釋憲案，共37名死刑犯併案審理。2024年4月23日進行言詞辯論。2024年9月20日，憲法法庭宣判，針對於死刑做出「合憲，但需限縮適用的範圍」的宣告。

## 法律爭議

### 合憲問題
關於死刑是否合憲這件事，一直以來便不斷有人向司法院大法官聲請釋憲加以挑戰，唯中華民國司法院大法官對此的立場非常堅決、始終一致，就是認為死刑合憲，死刑合乎比例原則。司法院大法官於1985年所做出的《司法院釋字第194號解釋》首次對於死刑是否違憲之問題加以表態，該號解釋認為：「戡亂時期肅清煙毒條例第五條第一項規定：販賣毒品者，處死刑，立法固嚴，惟係於戡亂時期，為肅清煙毒，以維護國家安全及社會秩序之必要而制定，與憲法第二十三條並無牴觸，亦無牴觸憲法第七條之可言。」
其後，於1990年所作出的《司法院釋字第263號解釋》再一次的認定死刑並無違憲之虞。其認為：「懲治盜匪條例為特別刑法，其第二條第一項第九款對意圖勒贖而擄人者，不分犯罪情況及結果如何，概以死刑為法定刑，立法甚嚴，惟依同條例第八條之規定，若有情輕法重之情形者，裁判時本有刑法第五十九條酌量減輕其刑規定之適用，其有未經取贖而釋放被害人者，復得依刑法第三百四十七條第五項規定減輕其刑，足以避免過嚴之刑罰，與憲法尚無牴觸。」
1999年時，司法院大法官針對毒品條例之死刑是否違憲作出《司法院釋字第476號解釋》，其中表示：「關於死刑、無期徒刑之法定刑規定，係本於特別法嚴禁毒害之目的而為之處罰，乃維護國家安全、社會秩序及增進公共利益所必要，無違憲法第二十三條之規定，與憲法第十五條亦無牴觸。」
司法院大法官於2006年第1297次不受理案件之議決中再次針對死刑是否違憲作出表態，大法官表示：「關於死刑為法定刑是否違憲部分，業經本院釋字第一九四號、第二六三號及第四七六號等號解釋有案，尚無再行解釋之必要。」由本次的議決中可知，大法官及至目前為止的態度認為，死刑做為法定刑，並無違憲之虞。
2010年5月28日，司法院大法官又再一次以第1358次不受理案件之議決對於死刑制度表示意見，其認為：第一、立法院通過的兩公約，未規定殺人犯不得判處死刑，公民與政治權利國際公約第六條第六項雖規定，該公約締約國不得援引該條，而延緩或阻止死刑之廢除。惟依同條第二項前段規定之意旨，凡未廢除死刑之國家，如犯情節重大之罪，且依照犯罪時有效並與該公約規定及防止及懲治殘害人群罪公約不牴觸之法律，尚非不得科處死刑。至於「赦免法」應否賦予死刑犯特赦或減刑權利，須由立法機關依兩公約內容考量，非大法官權責。第二、《刑事訴訟法》第388條雖然排除同法第31條之適用，但其並未限制被告於第三審選任律師為其辯護之權利，且不論有無資力，亦可獲得法律扶助基金會為其協助選定或指定律師擔任辯護人，或由第二審之辯護人為其撰寫上訴理由書，故應無侵害人民訴訟權之虞。第三、部分死刑犯聲請釋憲程序未完備，例如未親自簽名聲請，或由家人代簽名聲請，並不符釋憲要件。
2015年5月26日，由前大法官許玉秀發起、台北律師公會主辦的第二屆模擬憲法法庭，9位模擬大法官最終以5票贊成、4票反對，宣判中華民國刑法第33條「死刑做為主刑之一」違反憲法保障的人性尊嚴與生命權，但尚無現實效力。

### 聯合國人權公約
台灣通過了兩份联合国人权公约《公民权利和政治权利国际公约》和《经济、社会及文化权利国际公约》。支持廢除死刑的團體，經常引用這兩個公約以及其背後的《世界人权宣言》被用來作為台灣應該廢除死刑的依據。特別是《世界人权宣言》的第五条：“任何人不得加以酷刑，或施以残忍的、不人道的或侮辱性的待遇或刑罚”。但是這些文件中，並沒有明文立刻禁止死刑，《公民與政治權利國際公約》中將死刑列為簽約國可以自行裁量的項目。廢除死刑雖然是聯合國多次宣示的目標，但能否立刻引用人權公約作為立即廢死或停止執行死刑的依據，在法律界尚未達成一致意見。
在2009年6月15日，中華民國政府的兩公約批准書，遭聯合國退回，聯合國以聯合國大會2758號決議為依據，拒絕接受存放。
故中華民國自行邀請國際專家來台審查兩公約實施狀況並定期發布審查報告。
2013年中華民國政府邀請國際專家來台審查兩公約實行狀況，兩公約國家人權報告結論性意見與建議 第56、57項明確指出公約不禁止死刑但至少應暫停執行死刑、且無赦免途徑、無第三審強制辯護人是違背公政公約第六條第四項。 2017年第二次審查報告結論性意見與建議第58、59項表示委員會對台灣政府以民意為由持續執行死刑感到遺憾且重申強烈建議即刻暫停執行死刑並宣示以全面廢除死刑為目標。

## 政治爭論

### 陳水扁政府以前
台灣在日治台灣及臺灣省戒嚴令時期，法令森嚴，人民動輒以軍法審判，甚至在台灣白色恐怖時期，未經合法審判即處決的案例所在多有。故自解嚴後，國民黨政府即須面對法制中遺留大量亂世用重典的刑罰。民進黨在在野時期反對國民黨政府濫用國家權力對付異見分子，於民進黨黨綱行動綱領中提出要在台灣廢除死刑。2000年首度上台後，2001年法務部長陳定南宣示要以廢除死刑為目標，但其任內執行不少死刑。2005～2009年間施茂林部長與王清峰部長暫停執行死刑，但卻在2010年引發輿論爭議而於2010年4月30日重啟死刑執行。

### 陳水扁政府時期
扁政府時期擔任法務部部長的陳定南於2001年時表示，將在任內努力破除民眾「亂世用重典」迷思，全力推動廢除死刑，作為新政府回應人權團體的第一步。不過，儘管陳定南曾經做過如此之表示，但是其任內仍然繼續簽署死刑執行令，包括有冤獄可能的盧正案。2006年，時任總統的陳水扁亦曾公開表示，全面廢除死刑不只是世界潮流，也是中華民國努力的方向與目標。
也由於此原因，因此台灣死刑執行的數量於2002年時開始下降，2005年12月26日，林盟凱、林信宏兄弟因殺害鄰居案，於燕巢監獄執行槍決後，直到2008年陳水扁卸任前，未再執行死刑。到了2006年底，雖然當時的法務部長施茂林批准了鍾德樹的死刑令，但是由於廢除死刑的團體利用聲請閱卷再提非常上訴，以及聲請釋憲等救濟手段，暫緩鍾德樹的死刑執行，故本案當時並未執行，但後由法務部長曾勇夫再次簽署死刑執行令，已於2011年3月4日執行死刑。

### 馬英九政府時期
馬英九於2008年仍擔任國民黨總統候選人時，曾就廢除死刑表示看法，但未明確表示廢除死刑是否是他未來將推動的目標，只承諾將死刑適用範圍降到最低。
2010年，法務部成立的「逐步廢除死刑研究推動小組」，3月23日預定召開首次會議，研議相關配套措施。馬英九於2010年3月12日與黨籍立委餐敘座談時表示，廢除死刑是長遠目標，但的確不是目前的主流民意；他雖然不贊成死刑，法務部長任內還是依法簽署了七十多名死刑犯槍決。某種程度上似乎代表著馬英九政府亦是朝向廢除死刑的目標前進。
中華民國自2005年12月後，曾有四年多未曾執行死刑，然而2010年3月9日，檢察總長被提名人黃世銘於立法院接受審查時，因一席「已判決定讞的44名死刑犯，應該要執行」、「若不執行，就是不尊重司法」的言論，挑起了一波台灣「暫緩執行死刑」合法性的爭論。
對於黃世銘之說法，時任法務部長王清峰於翌日旋撰文「理性與寬容─暫停執行死刑」推動廢除死刑政策，並表示過往44件已判處死刑定讞的案件絕不簽署執行，引發社會輿論強烈反彈。根據聯合報於2010年3月10日晚間所進行的民調顯示，僅1成2的民眾支持廢除死刑、不到1成民眾贊成暫緩死刑；有7成4民眾反對廢除死刑，且有4成2民眾認為王清峰應該為廢除死刑下台負責。2010年3月11日晚間，王清峰即因廢除死刑之爭議向行政院院長吳敦義請辭獲准。
2010年4月28日，法務部長曾勇夫批准張俊宏（原名：張慰龍）、洪晨耀、柯世銘及張文蔚等四名死刑犯的死刑執行令，並於4月30日執行槍決，此為中華民國自2005年後首度執行死刑，暫停執行死刑共計1585天。歐盟與國際特赦組織隨後對台灣執行死刑表達了強烈譴責，而行政院院長吳敦義對於這些譴責則以「依法行政」加以回應。截至2025年06月止已有52名經法院判處死刑定讞而仍未執行的個案。
2011年，根據《聯合報》於10月26日所作出的報導，法務部在即將出版的第一部人權報告中，就死刑議題，建議檢察官對任何被告「以不求處死刑為宜」。就此，法務部長曾勇夫27日在立法院司法及法制委員會受訪時表示，法務部對死刑的態度並沒有任何改變，在現行法令之下，如果嫌犯判決死刑確定仍會執行，但會要求檢察官求刑時應慎重，並以儘量減少求處死刑為原則。同時強調，現階段只會減少死刑的判決，並非不求處死刑。
2012年11月，兩名國外法學教授致函馬英九總統，要求政府承諾於2013年2月前不執行死刑，對政府部門形成壓力，企圖影響61名死刑犯的生死。
2012年12月1日，距離法務部長曾勇夫任內執行第2波槍決後，時隔1年9個月後，台南男子曾文欽(請見曾文欽隨機殺人事件)在遊藝場隨機殺害並割喉10歲男童，落網時嗆聲「現在台灣殺1、2個人也不會判死刑」，引起中華民國兒童權益促進協會、台灣犯罪被害人人權服務協會等團體不滿，在臉書上萬人連署，促進法務部儘速執行死刑，並在2012年12月6日在法務部前抗議。死刑議題又再度掀起台灣社會對於廢除死刑的疑慮，但法務部對於何時執行死刑，回答始終如一「沒有時間表」。在強烈民意要求下，2012年12月20日，法務部長曾勇夫批准曾思儒、陳金火、廣德強、洪明聰、戴德穎、黃賢正等6名死刑犯死刑執行令，在12月21日晚間7點伏法。距上次執行死刑相隔約658天。。
2013年2月7日，國立中正大學犯罪研究中心公佈2012下半年一項民調，有高達91%民眾反對廢除死刑，反對廢死的民意創下歷史新高。
2013年6月，性侵累犯林國政出獄後又姦殺雲林一名葉姓國二女學生，5萬名網友連署籲判林死刑，讓總統馬英九也關切。未料2年過去，台灣最高法院27日竟以「情節非最重大」等理由改判林無期徒刑，引起民怨。
2014年5月21日，東海大學學生鄭捷於台北捷運板南線列車上隨機砍殺乘客，造成4死22傷，2016年4月22日遭最高法院判處死刑定讞。法務部長羅瑩雪於同年5月10日批准執行，為2000年後最快執行之死刑犯。

### 蔡英文政府时期
2018年8月31日，台湾死刑囚犯李宏基因残忍杀害前妻及亲生子女，被法务部批准执行死刑。这是台湾自2016年蔡英文当选总统后首次执行死刑。2020年4月1日，再度執行死刑處決翁仁賢。
法務部在修改「審核死刑案件執行實施要點」後，規定只要死刑案聲請釋憲、聲請再審、提起非常上訴，就暫不執行。因聲請非無限制，便能讓廢死團體提以相同的例稿反覆聲請。

### 賴清德政府時期
2025年1月16日，法務部核准三重母女命案死囚黃麟凱執行死刑。為賴清德任內首次執行死刑。

## 台灣民意
根據歷年來所做之相關民意調查，民眾對臺灣廢止死刑之意見，始終約有百分之八十的受訪者，表示反對，但如有相關配套措施，例如提高有期徒刑上限、無期徒刑假釋門檻等，反對意見則約下降至百分之四十。但在2010-2019年期間，即使有配套措施，反對廢除死刑的人一直都超過五成；而在2018年5月到6月期間，台灣連續發生14起命案，包括3起分尸案，事件再一次令死刑存廢問題成為熱議話題。
支持死刑的理由主要是應報觀念、殺人償命的概念很普遍。，2010年時中時的民調顯示，主流民意高度傾向維持死刑（84%的人支持死刑），且有過半（58%）的民眾不支持以無期徒刑不得假釋做為死刑的替代方案。
台灣民意普遍支持死刑，除了民眾普遍認為死刑有助維持治安，且確實有相當數量基於犯罪數據的學術研究支持死刑有助抑制謀殺、維持治安的說法外，支持死刑的人多半認為在刑事案件中，懲罰兇手、讓受害者得到撫慰，是讓公平正義得以伸張的做法；而「如果今天你家人被殺，你還會不會主張廢死？」或類似的問題，也經常被死刑支持者，用以論證死刑對於受害者及其家屬的必要性；支持死刑者對於支持廢除死刑的意見，措辭通常極為嚴厲。研究顯示死刑確實有助慰藉相當一部分的謀殺受害者家屬、使之感覺正義得到伸張，推動廢除死刑確實讓一些謀殺受害者感到很受傷
另一方面，目前對死刑對謀殺的嚇阻效果不算有定論，盡管犯罪學者的共識是死刑無助治安，但支持和反對死刑有更強嚇阻效果的研究皆存在，而且有相當數量的量化研究，包括出於主張廢除死刑的人的研究，支持死刑對殺人有更強嚇阻效果的看法；另外「兩公約」的內容雖然強烈建議廢除死刑，但「兩公約」在實質上並未要求必須廢除死刑。

### 公眾人物對於死刑存廢的表態
維持死刑
- 郝龍斌於2010年3月11日[註 2]：「我不贊成廢除死刑，雖然犯罪者人權要維護，但對受害者家屬感受及社會大眾要有共識也需要考量，很明顯目前社會上並沒有共識。」[40]
- 釋星雲於2010年3月13日[註 3]：「廢除死刑，在佛教的因果法則上，也是無法成立的，因為『如是因，招感如是果』，造因不受果報，也是於理不合。」[41]
- 王建煊於2010年3月16日[註 4]：「饒恕是美德，但是不應該用錯地方，檢察官、法官起訴、判決犯人，就必須依法執行，寬恕不能無限上綱。」[42]
- 侯友宜於2010年4月5日[註 5]：「死刑可具體遏止殺人犯罪。」[43]
- 朱學恒於2012年12月10日：「執行死刑讓故意殺人案逐年下降。」[44]
- 洪秀柱於2015年5月30日[註 6]：「廢死不可。」[45]
- 董建一於2015年5月30日[註 7]：「我反對廢除死刑。」[46]
- 葉毓蘭於2015年5月30日[註 8]：「殺小孩行為應用死刑嚇阻。」[47]
- 謝淑薇於2015年5月30日[註 9]：「是誰說這殺人犯還有教化可能的，就送那個人進去教化殺人犯好了。」[48]
- 高大成於2015年6月1日[註 10]：「只要確定惡性重大、證據確鑿就應執行死刑。」[49]
- 王世堅於2024年12月3日[註 11]：「千古以來殺人償命，誰來照顧被害人的人權，只有被害人有原諒的權利，不分政黨都要出來發聲，否則法治會崩解。」[50]
- 陳冠廷於2025年1月16日[註 12]：「政府針對於已確定判決且罪行重大、證據確鑿的案件，尚未執行的死刑案件，應加快審核與執行的腳步，拖延執行只會增加受害者家屬的痛苦，甚至影響社會對司法體系的信任，國家有責任透過及時的行動，兌現正義的承諾，讓法律的公正與權威得以彰顯。」[51]

廢除死刑
- 單國璽於2004年6月3日[註 13]：「國家用死刑處決人也是暴力。沒有寬恕的正義不是真正的正義。」[52][53]
- 陳水扁於2006年6月14日[註 14]：「 台灣人民將會對廢除死刑有正確的認識和共識，未來將一定可以廢除死刑。」[54][55]
- 謝長廷於2008年2月25日[註 15]：「 廢除死刑是國際潮流，台灣廢除死刑只是時間問題，應該先做好準備。」[56][57]
- 王清峰於2010年3月10日[註 16]：「與其殺死一個受刑人，難道不能給他一個在獄中補償、贖罪的機會？」
- 顧立雄於2010年6月2日[註 17]：「我是顧立雄，要求停止死刑執行。」[58]
- 林昶佐（Freddy Lim）於2010年6月2日[註 18]：「我是Freddy，要求停止死刑執行。」
- 連惠泰於2010年6月2日[註 19]：「我是連惠泰，要求停止死刑執行。」
- 魏揚於2014年5月22日[註 20]：「法律應追求正義，不是回應群眾憤怒」
- 陳為廷於2014年5月25日[註 21]：「我主張廢除死刑。」
- 吾爾開希於2015年4月23日[註 22]：「我們人是沒有權利殺死其他人的，這是天賦人權。那如果我們自己沒有權利殺死任何人，我們怎麼可以授權政府來殺人呢？」
- 苗博雅於2015年5月30日[註 23]：「隨機殺人案件的加害人犯案時沒有憐憫、沒有同情心，因此被認為不是人，但除了殺掉怪物之外，我們真的在乎怪物是怎麼被養成的嗎？」
- 段宜康於2015年5月30日[註 24]：「要走的路還很長，但我支持廢除死刑的理想絕不改變。」[59]
- 李家同[註 25][60]
- 林欣怡[註 26]現任台灣廢除死刑推動聯盟執行長。

### 組織、政治團體對於死刑存廢的表態
維持死刑
- 中國國民黨[61][62]
- 新黨
- 親民黨
- 中華統一促進黨

重新研究
- 民主進步黨：黨綱中行動綱領第26條：尊重生命，嚴防冤獄，研議廢止死刑的可行性。[63]
- 台灣民眾黨

廢除死刑
- 國際特赦組織台灣分會
- 台灣廢除死刑推動聯盟
- 台灣人權促進會
- 民間司法改革基金會
- 台灣基進[64]
- 台灣維新
- 台灣綠黨
- 台灣基督長老教會[65]